# Будянський Василь Іванович
Василь Іванович Будянський (19 вересня 1942, с. Черняків, Вовчанський район, Харківська область — 30 вересня 2018, Суми) — український актор, майстер художнього слова, поет, драматург, педагог, науковець, фольклорист. Заслужений артист України (1981).

## Біографія
Точна дата народження Василя Івановича Будянського невідома. Він народився восени 1941 року, коли Харківщина була окупована німецькими військами. Батько Іван Пилипович воював на фронті, а мати Олександра Дмитрівна не змогла своєчасно зареєструвати новонародженого і зробила це лише через рік. Датою народження було обрано 19 вересня — велике православне свято Михайлів день або Михайлове чудо. 1945 року додому повернувся батько, який втратив на війні руку. Він був обдарованою людиною, добре співав, мав артистичний дар — був прекрасним оповідачем народних байок, легенд, анекдотів.

Вже зі шкільних літ Василь мріяв стати артистом. Він згадував: 
Виступати на сцені сільського клубу почав десь з першого класу. Читав вірші, байки, усмішки Є. Кравченка, Остапа Вишні, О. Ковіньки, грав у драматичних уривках.

Глядачі-односельчани сприймали захоплено, а батько радів і всіляко заохочував до сцени. Він був першим наставником і порадником.
Василь закінчив семирічну школу, що знаходилася у селі Лошакове за три кілометри від Черняків, потім — десятирічку в селі Грачівка за десять кілометрів від дому. За порадою батьків поступив до Вовчанського технікуму механізації сільського господарства, який закінчив 1962 року.
Потім проходив строкову військову службу у Східній Німеччині, брав активну участь в солдатській художній самодіяльності. В частину, де служив Василь, 1965 року приїхав з концертом хор Григорія Верьовки. Рядовому Будянському було доручено привітати гостей українською мовою. Виступ юнака дуже сподобався художній керівниці хору Елеонорі Скрипчинській, яка висловила впевненість, що з Василя вийде хороший артист.
Після демобілізації Василь Будянський подає документи до Харківського державного інституту мистецтв імені І. П. Котляревського, Конкурс на акторський факультет був тоді 25 чоловік на місце, але юнак здав всі екзамени на відмінно і був єдиним з абітурієнтів, який писав твір українською мовою.
Студентські роки (1965—1969) були періодом стрімкого професійного та особистісного становлення. Викладачами на курсі були відомі українські театральні актори і педагоги О. Сердюк, В. Чистякова, О. Глаголін. Разом з одногрупниками Василь брав участь у виставах харківських театрів.
Після закінчення інституту був запрошений на роботу до Сумського музично-драматичного театру імені М. Щепкіна (нині — Сумський національний академічний театр драми та музичної комедії імені М. С. Щепкіна).
З 1975 по 1992 рік В. Будянський працював у Сумській обласній філармонії у якості майстра художнього слова (читця) та ведучого.
Багато гастролював по Сумщини та інших регіонах України, виступав з концертами в Грузії, Дагестані, Мордовії, Чувашії.
За високу виконавську майстерність 1981 року отримав звання заслуженого артиста України.
За сумісництвом викладав окремі дисципліни на філологічному факультеті Сумського педагогічного інституту (нині — Сумський державний педагогічний університет імені А. С. Макаренка), а з 1992 року повністю перейшов на викладацьку роботу. Досліджував історію давньої літератури, українську етнопедагогіку. Автор наукових посібників з риторики, мистецтва виразного читання, театрального мистецтва в школі.
Василь Іванович був частим гостем на сумських телеканалах та радіостанціях. На обласному радіо звучали його літературно-музичні програми «Великий пересмішник українського народу», присвячена творчості Остапа Вишні, «З журбою радість обнялась» за творами Олександра Олеся, «Останній кошовий Запорізької Січі», присвячена Петру Калнишевському та інші.
Багато років поспіль Василь Будянський був головою журі обласного конкурсу читців імені Тараса Шевченка.
Помер Василь Іванович Будянський 30 вересня 2018 року. Прощання проходило у Воскресенському соборі у Сумах. Похований на Засумському кладовищі.

## Творчість

### Театральна діяльність
За час роботи в театрі Василь Будянський зіграв багато провідних ролей: Володимир Маяковський («Конармія» за п'єсою І. Бабеля), Гнат («Безталанна» І. Карпенка-Карого), Петро Запорожець («Перша борозна» І.Кавалерідзе) та інші.
Актор згадував, що в опері Семена Гулака-Артемовського «Запорожець за Дунаєм» йому довелося виконувати відразу декілька ролей: співати партію Султана, потім Імама, виходити в масовці в образі козака та селянина — переодягався за спектакль по п'ять разів.
Одним із перших створив на вітчизняній театральній сцені образ Григорія Сковороди у виставі за п'єсою Івана Кавалерідзе «Григорій і Параскева» (1972, режисер І. Рибчинський). За цю роль В. Будянський був відзначений дипломом ІІІ ступеня на Республіканському огляді робіт театрів з молодими акторами і творчих досягнень артистичної молоді і отримав схвальний відгук самого драматурга.
Працюючи в педуніверситеті, разом зі студентами поставив низку вистав: «Моцарт і Сальєрі», «Скупий рицарь» Олександра Пушкіна, «Назар Стодоля» Тараса Шевченка, «Сватання на Гончарівці» Григорія Квітки-Основ'яненка, «За двома зайцями» Михайла Старицького.

### Концертні програми
За період роботи в філармонії створив понад 20 програм. Першою вагомою роботою став концерт, присвячений визначній літературній пам'ятці Київської Русі — «Слову о полку Ігоревім». Шедевр давньоруської літератури вперше зазвучав зі сцени у читецькому виконанні: спочатку українською мовою (переклад М. Рильського), потім мовою оригіналу. Органічно доповнював композицію «Плач Ярославни» у перекладі Тараса Шевченка.
Виконував твори Платона Воронька, Остапа Вишні, Бориса Олійника, Павла Глазового, Володимира Маяковського, Сергія Єсеніна, Василя Шукшина, Михайла Лермонтова тощо. Створив композицію з творів гумористів-земляків Григорія Єлишевича, Віктора Скакуна, Юрія Царика.
Чильне місце у творчому репертуарі Василя Будянського посідала Шевченкіана. До 175-річчя від дня народження Кобзаря він підготував програму «Тарас Шевченко», до якої увійшли твори «Сон», «Кавказ», «І мертвим, і живим…», уривки з поеми «Наймичка» та ін. Він автор краєзнавчого циклу «Шевченко і Сумщина». До 200-ї річниці від дня народження Великого Кобзаря створив виставу «Я так її, я так люблю мою Україну широку…», залучивши до участі свого сина, лауреата Всеукраїнського конкурсу читців Дмитра Будянського та онуків — Івана та Софію. Вистава з великим успіхом була показана на сцені Сумського театру для дітей та юнацтва.

### Літературна творчість
Автор п'єс «За землю Руську» на тему «Слова о полку Ігоревім», «Маруся Чурай» (за твором Ліни Костенко), багатьох віршів і пісень.

## Нагороди і відзнаки
- Заслужений артист України (1981)
- Почесна відзнака «За майстерність» Сумської міської ради (2017)[9]

## Вибрані твори
- Мистецтво виразного читання: навч. посібник / В. І. Будянський, Д. В. Будянський. — Суми: Корпункт, 2001. — 196 с. — ISBN 966-589-309-2.
- Шкільний театр / В. І. Будянський, Д. В. Будянський. — Суми: Козацький вал, 2002. — 184 с. — ISBN 966-589-390-4.
- Пісні. Поезії. Дружні шаржі / В. І. Будянський. — Суми: Козацький вал, 2002. — 90 с. — ISBN 966-589-363-7.
- Літопис роду Будянських / В. І. Будянський. — Суми, 2011. — 59 с. : фот.
- Педагогічна мудрість слобожанської родини / В. І. Будянський, Д. В. Будянський. — Суми: Корпункт, 2012. — 334 с. — ISBN 978-966-7402-69-3.